# Malton
Malton (4 888 abitanti nel 2011) è un centro abitato del Regno Unito nella contea inglese del North Yorkshire.
Si trova a nord del fiume Derwent, che forma lo storico confine tra le contee del North e dell'East Riding of Yorkshire.